# Cratere Longomontanus
Longomontanus è un grande cratere lunare di 145,5 km situato nella parte sud-occidentale della faccia visibile della Luna.

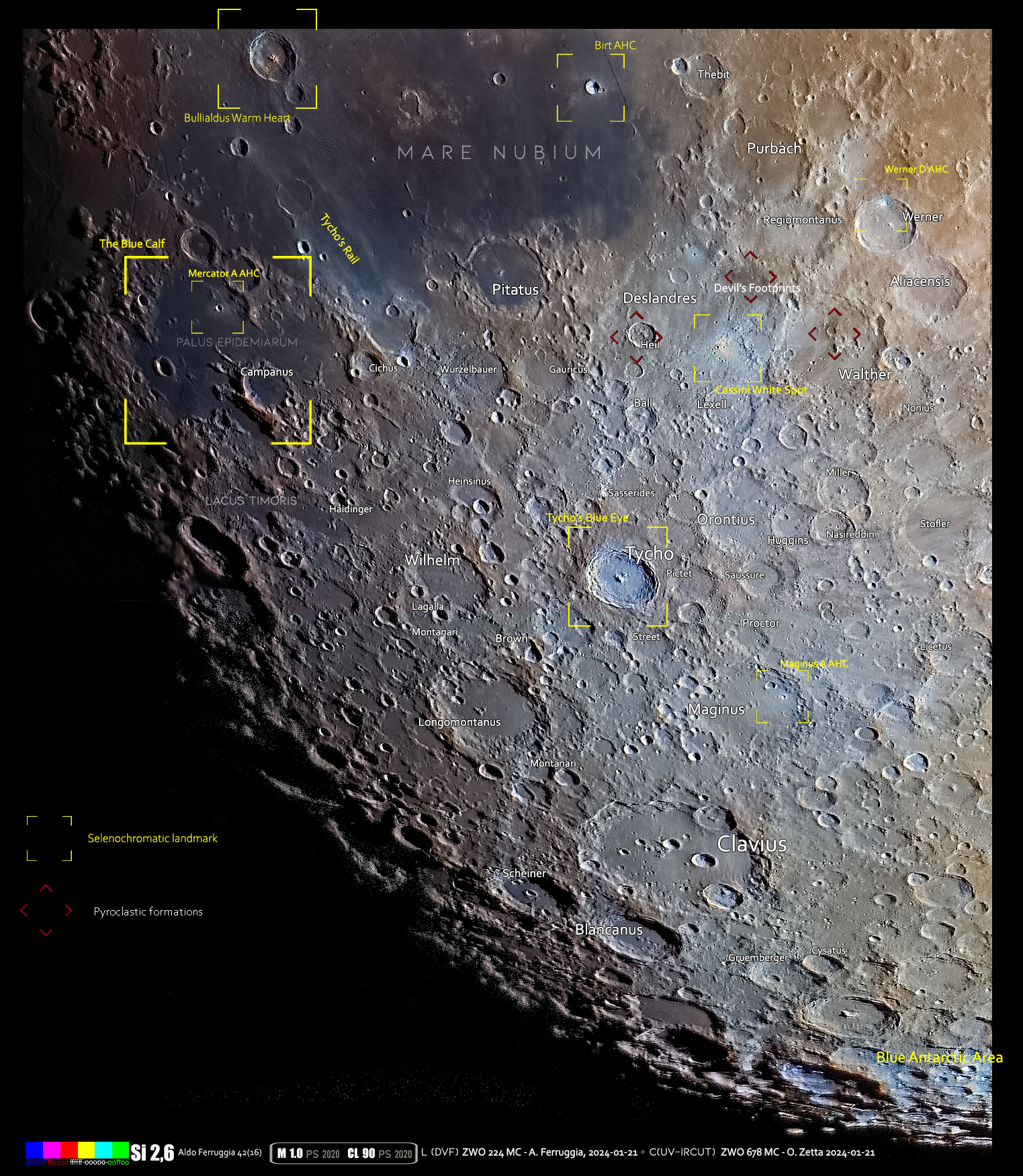
Área del cráter en formato selenocromático